# Emilio Simonsen
Emilio Stuberg Simonsen (født 31. oktober 1999) er en fodboldspiller fra Danmark, der spiller for FC Fredericia.

## Klubkarriere
Simonsen skiftede til Lyngby Boldklub som U/13-spiller.
Han fik sin debut i Superligaen for Lyngby Boldklub den 3. marts 2018, da han startede inde og spillede de første 60 minutter, inden han blev erstattet af Mathias Hebo Rasmussen i et 0-3-nederlag hjemme til Hobro IK. Han blev i denne kamp kåret til kampens spiller af tilskuerne. Det blev starten på en periode fra starten af marts til slutningen af april 2018, hvor han spillede samlet ni kampe i træk.
Han skrev den 24. marts 2018 under på en forlængelse af sin hidtidige kontrakt, således parterne havde papir på hinanden frem til sommeren 2021. Fra sommeren 2018 af, hvor han afsluttede sin skole, blev han fuldtidsprofessionel.

## Landsholdskarriere
Han blev i august 2016 udtaget til landsholdssamling i Tilst med Danmark U/18 sammen med holdkammaraten Oskar Snorre, men det resulterede dog ikke i, at han fik sin landsholdsdebut.